# Acavus phoenix
Acavus phoenix (лат.) — вид наземных легочных улиток из семейства Acavidae, обитающий на Шри-Ланке.

## Таксономия
Признаны два подвида:
- Acavus phoenix phoenix
- Acavus phoenix castaneus

## Описание
Acavus phoenix — самый распространенный вид Acavus на острове. Раковина около 60 мм в диаметре, розового цвета, тело черного цвета.

## Распространение и среда обитания
Этот вид является эндемиком Шри-Ланки. Он приурочен к влажной зоне острова.